# تطور حدود الأراضي الألمانية

الإمبراطورية الألمانية (1871–1918)

يشمل تطور حدود الأراضي الألمانية جميع التغيرات في حدود وأقاليم ألمانيا منذ تأسيسها عام 1871 إلى الحاضر. أُسست ألمانيا الحديثة عام 1871 عندما وحّد أوتو فون بسمارك معظم الولايات الألمانية وضمها إلى الإمبراطورية الألمانية. بعد انتهاء الحرب العالمية الأولى فقدت ألمانيا 10% من أراضيها لصالح الدول المجاورة، وبعدها أُسست جمهورية فايمار. شملت تلك الجمهورية بعض الأراضي شرق الحدود الألمانية كما نعرفها الآن.
بدأت فترة الحكم النازي في الثلاثينيات وحتى نهاية الحرب العالمية الثانية، وأفضت إلى خسائر جسيمة في الأراضي. في البداية وسعت ألمانيا النازية أراضيها بدرجة كبيرة واحتلت معظم أوروبا حتى وإن لم تنضم بعض المناطق إلى ألمانيا بصفة رسمية. ولكن أقدار النازيين تبدلت بعد فشلهم في غزو الاتحاد السوفييتي. وفي النهاية انهار النظام النازي واحتل الحلفاء ألمانيا.
فور انتهاء الحرب مباشرة فقدت ألمانيا جميع الأراضي التي حصلت عليها في الحرب، وانقسمت أراضي ألمانيا ما قبل الحرب إلى مناطق احتلال بريطانية وفرنسية وأمريكية في الشمال الغربي والغرب والجنوب على الترتيب، ومناطق احتلال سوفييتية في المركز. وانقسمت برلين بطريقة مشابهة إلى أربعة قطاعات. تنازلت ألمانيا عن أراضيها الشرقية السابقة إلى بولندا والاتحاد السوفييتي، وبذلك شكّل نهرا أودر ونايسه الحدود الشرقية الجديدة لألمانيا. عُرفت تلك الأراضي بأراضي بولندا المُستردة، بينما انضم ثلث بروسيا الشرقية إلى أوبلاست كالينيغرادسكايا في روسيا؛ طُرد جميع السكان الألمان تقريبًا من تلك المناطق أو فروا منها. وفي الغرب كوّنت منطقة سار محمية تحت الحكم الفرنسي محدودة الاستقلالية ولها قوانين الجنسية الخاصة بها.
اتحد الجزء الغربي من ألمانيا بعد نشوب الحرب الباردة ليشكل ما يعرف بالمنطقة الثلاثية التي أصبحت جمهورية ألمانيا الفيدرالية في مايو 1949 (أو ألمانيا الغربية). أعلنت برلين الغربية المحتلة من قبل الحلفاء عن انضمامها لجمهورية ألمانيا الفيدرالية عام 1949 ولكن القوى المحتلة أنكرت عليها ذلك. أصبحت المنطقة السوفييتية بما فيها القطاع السوفييتي لبرلين جمهورية ألمانيا الشيوعية الديموقراطية (ألمانيا الشرقية) في أكتوبر في نفس العام. أعلنت محمية سار انضمامها لألمانيا الغربية بدءًا من 1 يناير 1957 بموجب المادة 23 من الدستور. وعقب انتهاء الحرب الباردة تبنت ألمانيا الشرقية بما فيها برلين الشرقية وبرلين الغربية دستور ألمانيا الغربية وأعلنت انضمامهما لجمهورية ألمانيا الفيدرالية بدءًا من 3 أكتوبر 1990، وهو حدث يُشار إليه باسم «إعادة توحيد ألمانيا».

## خلفية

### الاستيطان الألماني في أوروبا الشرقية والوسطى

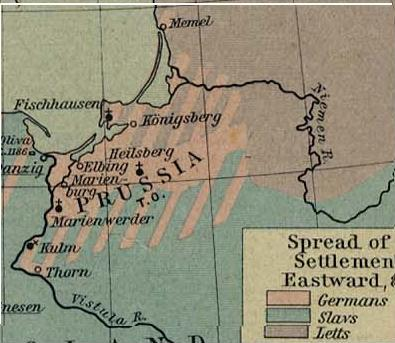
أُخِذ المستوطنون الألمان بعد فتح الفرسان التيوتون لمنطقة بروسيا خلال العصور الوسطى في الحملة الصليبية البروسية حتى يستولوا على الأراضي الجديدة وبذلك فقد تهجر السكان الأصليون من البروسيين القدامى وهي قبيلة من قبائل البطالقة

يُعزى الدافع وراء تغيرات الحدود الألمانية إلى عدة أحداث تاريخية في ألمانيا وأوروبا الغربية. أدت هجرة الألمان على مدار ما يتجاوز الألفية إلى وجود مجتمعات ألمانية في جميع أنحاء أوروبا الشرقية والمركزية بما فيها روسيا. استغل القوميون الألمان في بعض الأحيان وجود الألمان في مناطق متفرقة لتبرير احتلال الأراضي.

### صعود القومية الأوروبية
يمكن تفسير تطور الحدود الألمانية بعد الحرب العالمية الثانية في سياق نشأة القومية العالمية والقومية الأوروبية.
شهد النصف الأخير من القرن التاسع عشر والنصف الأول من القرن العشرين صعود مذهب القومية في أوروبا. ففي الماضي كانت تتألف البلاد من إثنية واحدة من السكان الخاضعين لسيادة حاكم معين. ولكن مع تطور الإمارات والممالك عن طريق الفتوحات والمصاهرة صار من الممكن أن يسود حاكم البلاد عدة إثنيات مختلفة.
نشأ مفهوم القومية على أساس فكرة توحيد الشعوب التي يتشارك أفرادها نفس العرق والدين واللغة والثقافة. إلى جانب ذلك أكد مذهب القومية على أن جميع الشعوب لها الحق في دولتها الخاصة. وبالتالي يمكن عزو معظم تاريخ أوروبا في تلك الفترة إلى محاولة إعادة تنسيق الحدود الوطنية لملائمة مفهوم «شعب واحد، وطن واحد». فقد كان سبب معظم النزاعات الداخلية هو محاولة قهر المواطنين الذين ينتمون إلى إثنيات مختلفة على الاندماج مع الإثنية السائدة في الدولة. وتُستثنى سويسرا من ذلك نظرًا إلى غياب لغة أصلية مشتركة.
نشأت معظم النزاعات نتيجة لادعاء دولة معينة بأحقيتها في أرض خارج حدودها على أساس الرابطة العرقية بسكان الدولة. ونشأ نوع آخر من النزاعات نتيجة لرغبة الأقلية في دولة معينة في الانشقاق من الوطن إما لتأسيس وطنهم المستقل الخاص أو للانضمام إلى وطن آخر. وإلى جانب ذلك نشأت بعض النزاعات الأخرى نتيجة لرغبة بعض الأوطان في طرد الشعوب من أراضيها بدعوى أنهم لا يتشاركون في انتمائهم إلى ثقافة أغلبية سكان هذا الوطن.

## تشكيل الإمبراطورية الألمانية

### بروسيا

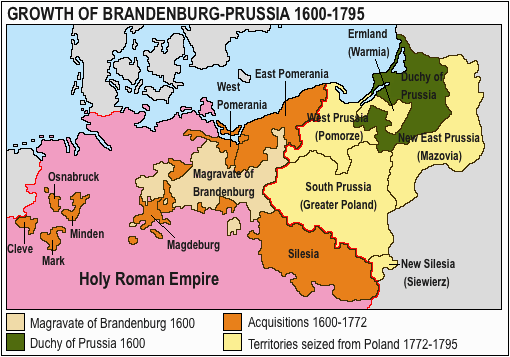
توسع أراضي براندنبورغ بروسيا خلال فترة تقاسم بولندا من عام 1772 حتى عام 1795. كانت حصة بروسيا كبيرة من الأراضي التي ضمتها من الكومنولث البولندي الليتواني.

بدأت توسعات مملكة بروسيا التي مهدت الطريق أمام توحيد ألمانيا في القرن التاسع عشر باحتلال الأراضي التابعة للكومنولث البولندي الليتواني. على مدار الفترة 1772-1795 ضمت بروسيا إليها مساحة 141,400 كم مربع (54,600 ميل مربع) من أراضي الكومنولث الغربية، وهي أراضي تُعرف ببولندا الكبرى وبوميرانيا ومازوفي (أُعادت بروسيا تسميتهم إلى بروسيا الجنوبية وبروسيا الغربية وبروسيا الشرقية الجديدة) وتأوي مليون فرد يتحدثون البولندية. وعلى الفور أرسل فريدرش العظيم 57,475 عائلة ألمانية لاستيطان الأراضي الجديدة من أجل توطيد مكاسبه الجديدة، وألغى كذلك استعمال اللغة البولندية ليتبع سياسة ألمنة.

### الاتحاد الألماني الشمالي
عقب انتهاء الحروب النابليونية وتفكك الإمبراطورية الرومانية المقدسة ضم الاتحاد الألماني الشمالي بقيادة بروسيا ولايات جنوبية (بادن، وفورتمبرغ، وبافاريا، وهسن)، وأراضي الألزاس واللورين التابعة لفرنسا سابقًا؛ وبذلك تكونت الإمبراطورية الألمانية عام 1871. يتحدث أغلب سكان بعض أقاليم بروسيا (مثل إقليم بوزنانيا) اللغة البولندية. وكان العديد من سكان اللورين يتحدثون الفرنسية كلغتهم الأم. وتعلق معظم سكان اللورين والألزاس الذين يتحدثون الألمانية بفرنسا، وذلك على الرغم من إدعاء القوميين بأن اللغة والثقافة هما العاملان الذان يحددان هوية الفرد الوطنية.

### هليغولاند
تنازلت بريطانيا عن جزر هليغولاند لصالح ألمانيا عام 1890 بموجب شروط معاهدة هليغولاند زنجبار. حصل سكان هليغولاند على الجنسية الألمانية مثل بقية الفريزيين في ألمانيا على طول ساحل بحر الشمال، ورغم ذلك لم ينفك هؤلاء يتحدثون باللهجة الهيلغولاندية الفريزية الشمالية.

## الحرب العالمية الأولى

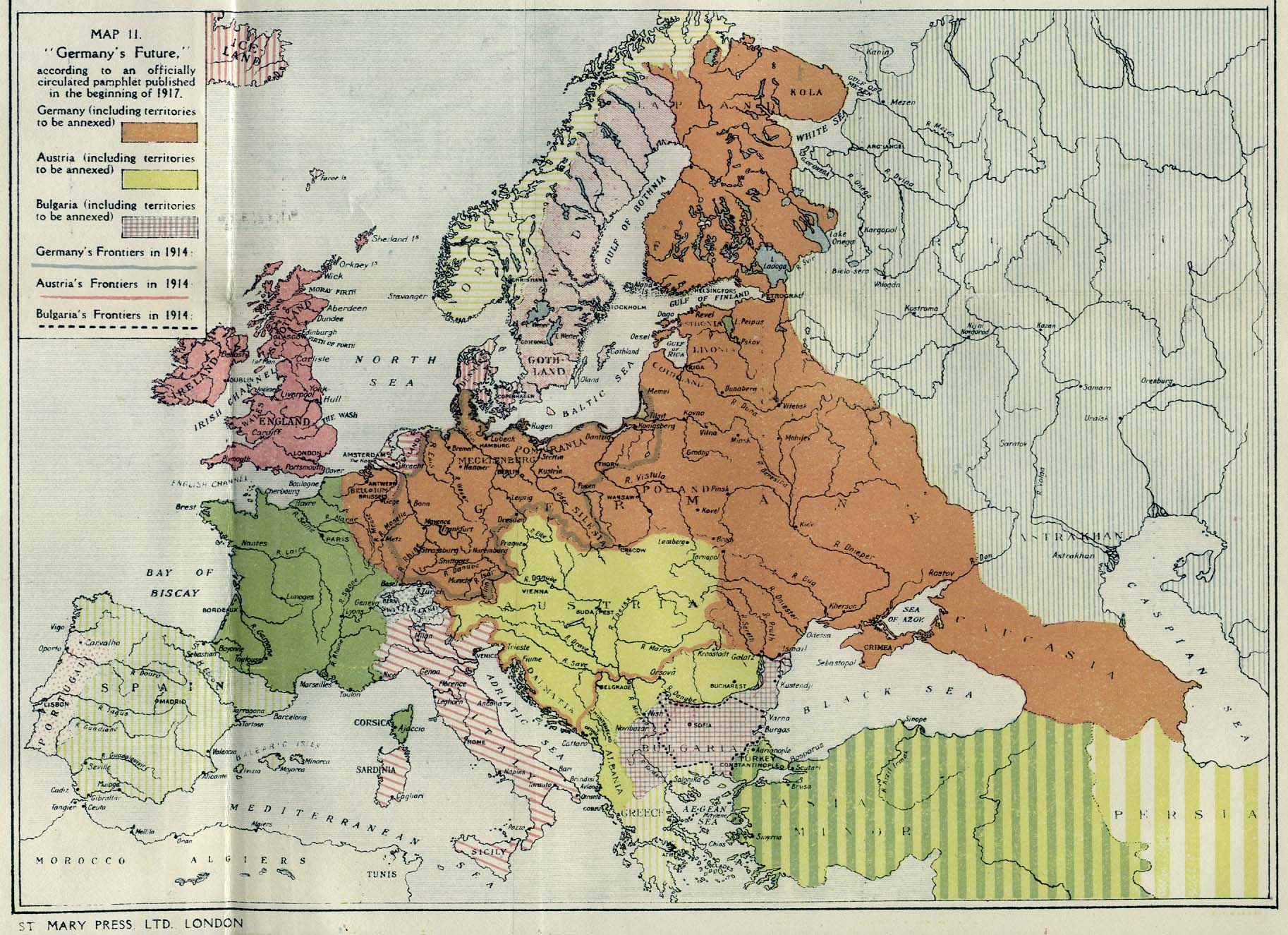
ملصق دعاية للحلفاء في الحرب العالمية الألمية يُظهر الطموحات التوسعية الألمانية.

### معاهدة برست ليتوفسك
تنازلت الحكومة الروسية البلشفية (الشيوعية) الناشئة عن أحقيتها بفنلندا ودول البلطيق (إستونيا ولاتفيا وليتوانيا) وبولندا وبيلاروس وأوكرانيا كجزء من شروط معاهدة برست ليتوفسك.
من ناحية فعلية انتقلت معظم تلك الأراضي إلى الحكم الألماني، وكانت تهدف إلى الاستقلال الاقتصادي والاقتران الوثيق بينها وبين الإمبراطورية تحت حكم الملوك والدوقات الألمان.
وفيما يتعلق بالأراضي المُتنازل عنها نصت المعاهدة على أن «ألمانيا والنمسا تنويان تحديد مصير تلك الأراضي مستقبلًا بالاتفاق مع سكانها» إلى جانب عدة بنود أخرى بجانب تعيين حكام ألمانيا ملوكًا على عروش فنلندا ولاتفيا وليتوانيا وبولندا.

## تغير الحدود الألمانية عقب الحرب العالمية الأولى

### معاهدة فيرساي

وضع ألمانيا بعد معاهدة فرساي
----
مناطق تديرها عصبة الأمم
مناطق نقلت أو ضمت لبلدان أخرى مجاورة بموجب المعاهدة أو فيما بعد من خلال إجراء استفتاء عام أو قرار صادر عن عصبة الأمم
جمهورية فايمار

ألزمت بنود معاهدة فيرساي ألمانيا بالتنازل عن بعض الأراضي لدول أخرى. إلى جانب فقدان الإمبراطورية الاستعمارية الألمانية خسرت ألمانيا الأراضي الآتية:
- الألزاس واللورين التي كانت جزءًا من ألمانيا لمدة 48 عامًا بموجب مقدمات السلام المُوقعة في فيرساي في 26 فبراير 1871، ومعاهدة فرانكفورت في 10 مايو 1871. وعادت تلك الأراضي تحت ظل سيادة فرنسا بدون استفتاء كأحد شروط الهدنة المسبقة (أي أنها لم تكن جزءًا من المعاهدة) مع تنفيذ القرار من بداية يوم الهدنة (11 نوفمبر 1918). وكانت تبلغ مساحة تلك الأراضي 14,522 كم مربع وسكانها 1,815,000 نسمة في عام 1905.
- مقاطعة سوندرلاند الشمالية بما فيها بلدة توندر، وأوبنرو، وسوندربرغ في شلسفيغ هولشتاين. عادت تلك الأراضي إلى الدنمارك بعد استفتاء شلسفيغ. كانت تبلغ مساحتها آنذاك 3,984 كم مربع وسكانها 163,600 نسمة.
- تنازلت ألمانيا عن إقليم بوسين وبروسيا الغربية التابعان لبروسيا، الذان احتلتهما بروسيا في تقسيم بولندا (1772-1795)، إلى دولة بولندا الناشئة. إذ احتل المتمردون البولنديون معظم تلك الأراضي بالفعل خلال انتفاضة بولندا الكبرى في الفترة 1918-1919. كانت مساحة تلك الأراضي آنذاك 53,800 كم مربع وتعداد سكانها 4,244,000 نسمة (في عام 1931) من بينهم 26,000 فردًا في سيليزيا العليا. احتفظت ألمانيا بجزء صغير من الإقليمين وضُمت إلى إقليم بوسين وبروسيا الغربية الجديد.
- تنازلت ألمانيا عن منطقة هلوتشين في سيليزيا العليا إلى تشيكوسلوفاكيا. ومساحتها 333 كم مربع وسكانها 49,000 نسمة.
- حصلت بولندا على سيليزيا الشرقية العليا (بمساحة تبلغ 3,214 كم مربع من أصل 10,950 كم مربع من مساحة سيليزيا الكلية، أو 30%. وتعداد سكانها 965,000 نسمة) بعد استفتاء سيليزيا العليا الذي صوت فيه 60% من الناخبين لصالح البقاء مع ألمانيا، وصوت 40% في صالح حصول بولندا على سيليزيا العليا بأكملها. استعان الحلفاء بنتائج التصويت في تقسيم الأراضي، وانفصلت معظم الأراضي المؤيدة لبولندا عن ألمانيا.
- منطقة أوين وملمودي إلى بلجيكا إلى جانب خط السكة الحديد فنبان. وقد أدى ذلك إلى تأسيس ست مناطق ألمانية محصورة داخل الأراضي البلجيكية.
- خضع الجزء الشمالي من بروسيا الشرقية (ميمللاند) إلى سيطرة فرنسا واليابان وإيطاليا والمملكة المتحدة وأُطلق عليه اسم ميمللاند، وانتقلت تلك الأراضي لاحقًا إلى ليتوانيا بدون استفتاء.
- حصلت بولندا على منطقة زولداو في بروسيا الشرقية (وهي محطة قطار في المسار الذي يربط بين وارسو ودانزيغ، ومساحتها 492 كم مربع).
- حصلت بولندا كذلك على فارميا (المنطقة الشرقية من بروسيا الغربية) ومازوريا (المنطقة الجنوبية من بروسيا الشرقية) بعد استفتاء بروسيا الشرقية. ورغم ما يدعيه القوميون بأن الإثنية هي العامل الوحيد في تحديد الهوية الوطنية؛ فقد صوت معظم سكان مازوريا السلافونيين لصالح ألمانيا.
- خضعت منطقة السار إلى سيطرة عصبة الأمم لمدة 15 سنة بعد عقد استفتاء بين ألمانيا وفرنسا لتحديد أي البلدين تنتمي إليها تلك المنطقة. وفي خلال تلك الفترة سيطرت فرنسا على صناعة الفحم.
- أمرت عصبة الأمم بتحويل ميناء دانزيغ (الذي تُعرف حاليًا بغدانسك البولندية) بما فيه دلتا نهر البحر البلطي إلى مدينة دانزيغ الحرة، ومساحتها 1,893 كم مربع وتعداد سكانها 408,000 نسمة 90% منهم ألمان.
- اعترفت ألمانيا باستقلالية النمسا وسيادتها واحترامها لذلك.

### السوديت
حاول سكان السوديت الألمان منع انتقال الأراضي الناطقة بالألمانية من الإمبراطورية النمساوية المجرية الواقعة على الحدود السابقة إلى تشيكوسلوفاكيا عام 1918. فور ما أصبحت السوديت جزءًا من بوهيميا أعلن الألمان عن إنشاء إقليم السوديت الألماني النمساوي أكتوبر 1918، وصوتوا لصالح البقاء في الجمهورية الألمانية النمساوية المُعلنة حديثًا في نوفمبر 1918. ولكن القوى المتحالفة المنتصرة في الحرب العالمية الأولى والحكومة التشيكوسلوفاكية أنكرت عليهم ذلك بموجب معاهدة سان جرمان (1919)، واستعانوا جزئيًا بقوة السلاح في تنفيذ المعاهدة. رفض العديد من الألمان انتماءهم إلى تشيكوسلوفاكيا بعدما حُرموا من حق تقرير المصير الذي وعد به رئيس الولايات المتحدة وودرو ويلسون في مبادئ ويلسون الأربعة عشر في يناير 1918.

### الانتفاضات السيليزية
تألفت الانتفاضات السيليزية من سلسلة من ثلاث انتفاضات مسلحة من البولنديين في سيليزيا العليا ضد جمهورية فايمار للمطالبة بفصل تلك المنطقة (ذات الأغلبية البولندية) عن ألمانيا وضمها إلى الجمهورية البولندية الثانية.